# إجناسي زاكس
إجناسي زاكس (بالفرنسية: Ignacy Sachs)‏ هو اقتصادي فرنسي، ولد في 1927 في بولندا.